# Gabriel Paraschiv
Gabriel Ioan Paraschiv (sinh ngày 27 tháng 3 năm 1978) là một cầu thủ bóng đá và huấn luyện viên người România cho đội bóng Liga III Flacăra Moreni.
Anh thi đấu trận thứ 100 cho Oțelul Galați trước cựu vô địch România CFR Cluj.

## Thống kê
| Câu lạc bộ          | Mùa giải            | Giải vô địch | Giải vô địch | Cúp     | Cúp       | Châu Âu | Châu Âu   | Khác    | Khác      | Tổng cộng | Tổng cộng |
| Câu lạc bộ          | Mùa giải            | Số trận      | Bàn thắng    | Số trận | Bàn thắng | Số trận | Bàn thắng | Số trận | Bàn thắng | Số trận   | Bàn thắng |
| ------------------- | ------------------- | ------------ | ------------ | ------- | --------- | ------- | --------- | ------- | --------- | --------- | --------- |
| Oțelul Galați       | 2005–06             | 15           | 3            | 0       | 0         | 0       | 0         | 0       | 0         | 15        | 3         |
| Oțelul Galați       | 2006–07             | 30           | 7            | 2       | 1         | 0       | 0         | 0       | 0         | 32        | 8         |
| Oțelul Galați       | 2007–08             | 30           | 5            | 2       | 0         | 6       | 2         | 0       | 0         | 38        | 7         |
| Oțelul Galați       | 2008–09             | 22           | 9            | 1       | 0         | 0       | 0         | 0       | 0         | 23        | 9         |
| Oțelul Galați       | 2009–10             | 31           | 5            | 2       | 0         | 0       | 0         | 0       | 0         | 33        | 5         |
| Oțelul Galați       | 2010–11             | 26           | 6            | 1       | 0         | 0       | 0         | 0       | 0         | 27        | 6         |
| Oțelul Galați       | 2011–12             | 23           | 2            | 2       | 1         | 4       | 0         | 1       | 0         | 30        | 0         |
| Oțelul Galați       | 2012–13             | 16           | 1            | 3       | 1         | 0       | 0         | 0       | 0         | 19        | 2         |
| Oțelul Galați       | 2013–14             | 8            | 0            | 0       | 0         | 0       | 0         | 0       | 0         | 8         | 0         |
| Oțelul Galați       | Tổng cộng           | 201          | 38           | 13      | 3         | 10      | 2         | 1       | 0         | 225       | 43        |
| Tổng cộng sự nghiệp | Tổng cộng sự nghiệp | 201          | 38           | 13      | 3         | 10      | 2         | 1       | 0         | 225       | 43        |

Thống kê chính xác đến trận đấu diễn ra ngày 26 tháng 11 năm 2013

## Danh hiệu
Oțelul Galați
- Liga I: 2010–11
- Siêu cúp bóng đá România: 2011